# Viện Khảo cổ học
Viện Khảo cổ học là một viện nghiên cứu đầu ngành về khảo cổ và các vấn đề về sự hình thành và phát triển của các dân tộc Việt Nam. Viện tham gia bảo tồn và phát huy các giá trị của di sản văn hóa vật thể và phi vật thể Việt Nam.
Viện có tên giao dịch theo tiếng Anh là Institute of Archaeology, viết tắt là IA.
Viện trực thuộc Viện Hàn lâm Khoa học xã hội Việt Nam.

## Mục tiêu nhiệm vụ
1. Trình Chủ tịch Viện Khoa học xã hội Việt Nam chiến lược, quy hoạch, kế hoạch 5 năm và hàng năm phát triển Viện Khảo cổ học và tổ chức thực hiện sau khi phê duyệt.
2. Nghiên cứu những vấn đề lý luận thực tiễn cơ bản về khảo cổ học Việt Nam và khảo cổ học thế giới.
3. Kết hợp nghiên cứu và đào tạo trong lĩnh vực Khảo cổ học, thực hiện đào tạo sau đại học theo quy định của pháp luật, tham gia phát triển nguồn nhân lực có trình độ theo yêu cầu của Viện Khoa học Xã hội Việt Nam.
4. Theo chức năng, tổ chức thẩm định và tham gia thẩm định về mặt khoa học các chương trình, dự án phát triển kinh tế - xã hội ở các Bộ, ngành, địa phương theo sự phân công của Viện Khoa học Xã hội Việt Nam.
5. Phối hợp với các Viện thuộc Viện Khoa học Xã hội Việt Nam, các cơ quan nghiên cứu khoa học của Bộ, ngành, địa phương nghiên cứu bảo tồn và phát huy các di tích khảo cổ học Việt Nam.
6. Tổ chức hợp tác quốc tế về nghiên cứu và đào tạo theo quy định hiện hành.
7. Trao đổi thông tin khoa học với các cơ quan trong nước và nước ngoài theo quy định của pháp luật; quản lý tư liệu, thư viện của Viện; xuất bản các ấn phẩm khoa học, phổ biến các kết quả nghiên cứu, truyền bá các kiến thức khoa học tới quảng đại quần chúng.
8. Quản lý về tổ chức bộ máy, biên chế, tài sản và kinh phí của Viện theo các quy định, chế độ của nhà nước và của Viện Khoa học Xã hội Việt Nam.
9. Thực hiện các nhiệm vụ khác theo sự phân công của Chủ tịch Viện Khoa học Xã hội Việt Nam.[2][3]

## Xuất bản
Tạp chí Khảo cổ học xuất bản 2 tháng/kỳ .

## Sự kiện khảo sát di tích thời Đá cũ ở An Khê
Ngày 11/04/2016 Viện công bố "Phát hiện chấn động về người Việt cổ cách nay 80 vạn năm ở Gia Lai", là kết quả nghiên cứu hợp tác với Viện Khảo cổ học - Dân tộc học Novosibirsk thuộc Viện Hàn lâm Khoa học Nga, khảo sát di tích thời đại Đá cũ ở thị xã An Khê . Sau đó năm 2018 công bố lại tại Huế về "người tiền sử An Khê cách đây 800.000 năm", trong đó "các tiêu bản mẫu thiên thạch" đã được chuyên gia Nga đưa về nước làm phân tích xác định niên đại bằng phương pháp K/Ar, cho ra tuổi của mẫu ở di tích Gò Đá là 806 ± 22 Ka BP và mẫu ở Rộc Tưng 1 là 782 ± 20 Ka BP (Ka BP: Kilo annum before present, ngàn năm cách ngày nay) . Các công bố có ý coi "An Khê (Gia Lai) là một cái nôi cổ xưa nhất của loài người trên thế giới", và được truyền thông chính thống ở Việt Nam tán thưởng.

Phân bố các loài homo theo quan điểm hiện nay. Trục đứng là thời gian tính theo Ma BP

Một số nhà nghiên cứu ngoài Viện, như Hà Văn Thùy, phản bác kết luận này . Về logic thì trong 800 Ka đã qua người ta di cư, và để coi "người tiền sử An Khê" là tổ tiên "người Việt" thì cần nhiều bằng chứng hơn nữa lấp kín thời gian 800 Ka, chứ không thể thô thiển như vậy.
Mặt khác lý thuyết hiện đại nêu rằng loài người tinh khôn homo sapiens mới ra đời cách nay 200 Ka từ châu Phi, và di cư đến Đông Nam Á trong 2 đợt vào cỡ 70 và 30 Ka BP . Phát hiện An Khê này không có các mẩu xương người để phân tích DNA, nên không đủ thông tin để bổ sung là một điểm có hóa thạch 800 Ka ứng với Homo erectus vào bản đồ thế giới các di chỉ, nêu trong mục Danh sách các hóa thạch tiến hóa của con người. Trong danh sách này hóa thạch Người vượn Java và Người vượn Bắc Kinh tuổi cỡ 700 - 800 Ka, ở vùng lân cận, đã được mô tả đầy đủ hơn nhiều.